# Arc of a Diver
Az 1980-as Arc of a Diver Steve Winwood második szólólemeze. A teljes albumot Winwood rögzítette. Szerepel az 1001 lemez, amit hallanod kell, mielőtt meghalsz című könyvben.
Ezen hallható Winwood első szólóslágere, a While You See a Chance (a Billboard Hot 100-on a 7. helyig jutott). Ez volt az az album, amely meghozta Winwood számára az áttörést. A Billboard 200-on a 3. helyig jutott, így kereskedelmileg életképes előadóvá tette Winwoodot. A borító Tony Wright műve.

## Az album dalai
|    | Cím                    | Szerző(k)                    | Hossz |
| -- | ---------------------- | ---------------------------- | ----- |
| 1. | While You See a Chance | Steve Winwood, Will Jennings | 5:12  |
| 2. | Arc of a Driver        | Winwood, Vivian Stanshall    | 5:28  |
| 3. | Second-Hand Woman      | Winwood, George Fleming      | 3:41  |
| 4. | Slowdown Sundown       | Winwood, Jennings            | 5:27  |
| 5. | Spanish Dancer         | Winwood, Jennings            | 5:58  |
| 6. | Night Train            | Winwood, Jennings            | 7:51  |
| 7. | Dust                   | Winwood, Fleming             | 6:20  |

## Közreműködők
- Steve Winwood – akusztikus és elektromos gitár, basszusgitár, dob, ütőhangszerek, billentyűk, szintetizátor, ének, háttérvokál; producer, hangmérnök, keverés
- John "Nobby" Clarke – segédhangmérnök

## Fordítás
Ez a szócikk részben vagy egészben az Arc of a Diver című angol Wikipédia-szócikk ezen változatának fordításán alapul.  Az eredeti cikk szerkesztőit annak laptörténete sorolja fel. Ez a jelzés csupán a megfogalmazás eredetét és a szerzői jogokat jelzi, nem szolgál a cikkben szereplő információk forrásmegjelöléseként.